# Upsilon Ophiuchi
Upsilon Ophiuchi (3 Ophiuchi) é uma estrela na direção da constelação de Ophiuchus. Possui uma ascensão reta de 16h 27m 48.23s e uma declinação de −08° 22′ 18.1″. Sua magnitude aparente é igual a 4.62. Considerando sua distância de 122 anos-luz em relação à Terra, sua magnitude absoluta é igual a 1.75. Pertence à classe espectral A3m.